# Systematik der Reptilien

Reptilia als monophyletisches Taxon, das alle Arten der gemeinsamen Stammart einschließt.

Die Systematik der Reptilien stellt die Gruppe der Reptilien in modernem, kladistischem Sinne vor (Reptilia als monophyletisches Taxon, synonym zu Sauropsida). Dabei sollen systematische Reihenfolgen, Gruppierungen und Artenlisten die gegenwärtigen Kenntnisse von der natürlichen Entwicklung (Phylogenese) und der Verwandtschaft widerspiegeln. Gruppen sollen nur Arten umfassen, die einen gemeinsamen Ursprung haben (monophyletische Gruppen).
Die folgende Systematik führt die heute lebenden sowie die bekanntesten ausgestorbenen (†) Taxa bis auf Familienebene (Endung: ...idae) auf (Ausnahme: Dinosaurier).

## Parareptilien (Parareptilia)
- † Mesosauridae
- † Millerettidae
- Ankyramorpha
  - † Bolosauridae
  - † Lanthanosuchidae
  - † Procolophonidae
  - † Pareiasauridae

## Eureptilien (Eureptilia)
- † Captorhinidae
- † Paleothyris
- Diapsida
  - † Araeoscelidia
  - † Weigeltisauridae
  - Schildkröten (Testudinata), Position innerhalb der Diapsida noch unsicher (→ Systematik der Schildkröten)
  - Neodiapsida
    - † Younginiformes
    - † Ichthyosauria Position unsicher
    - Lepidosauromorpha
      - † Sauropterygia
        - † Placodontia
        - † Eusauropterygia
          - † Nothosaurioidea
            - † Pachypleurosauria
            - † Nothosauria

          - † Plesiosauria
            - † Plesiosauroidea
            - † Pliosauroidea

      - Lepidosauria
        - Sphenodontia
          - † Pleurosauridae
          - Sphenodontidae

        - Schuppenkriechtiere (Squamata)[1]
          - Schlangenschleichen (Dibamidae)
          - Geckoartige (Gekkota)
            - Doppelfingergeckos (Diplodactylidae)
            - Carphodactylidae
            - Flossenfüße (Pygopodidae)
            - Lidgeckos (Eublepharidae)
            - Sphaerodactylidae
            - Geckos (Gekkonidae)
            - Phyllodactylidae

          - Skinkartige (Scincoidea)
            - Skinke (Scincidae)
            - Gürtelechsen (Cordylidae)
            - Schildechsen (Gerrhosauridae)
            - Nachtechsen (Xantusiidae)

          - Lacertibaenia
            - Doppelschleichen (Amphisbaenia)
              - Florida-Doppelschleichen (Rhineuridae)
              - Eigentliche Doppelschleichen (Amphisbaenidae)
              - Spitzzahn-Doppelschleichen (Trogonophidae)
              - Zweifuß-Doppelschleichen (Bipedidae)
              - Cadeidae
              - Blanidae

            - Echte Eidechsen (Lacertidae)

          - Gymnophthalmoidea
            - Alopoglossidae
            - Zwergtejus (Gymnophthalmidae)
            - Schienenechsen (Teiidae)

          - Toxicofera
            - Leguanartige (Iguania)
              - Acrodonta
                - Chamäleons (Chamaeleonidae)
                - Agamen (Agamidae)

              - Pleurodonta
                - Anolidae
                - Corytophanidae
                - Crotaphytidae
                - Hoplocercidae
                - Leguane (Iguanidae)
                - Leiocephalidae
                - Leiosauridae
                - Liolaemidae
                - Opluridae
                - Phrynosomatidae
                - Polychrotidae
                - Tropiduridae

            - Schleichenartige  (Anguimorpha)
              - Schleichen (Anguidae)
              - Ringelschleichen (Anniellidae)
              - Doppelzungenschleichen (Diploglossidae)
              - Höckerechsen (Xenosauridae)
              - Krustenechsen (Helodermatidae)
              - Taubwarane (Lanthanotidae)
              - Warane (Varanidae)
              - Krokodilschwanzechsen (Shinisauridae)

            - Schlangen (Serpentes) (→ Systematik der Schlangen)
            - † Mosasaurier (Mosasauridae) Position unsicher

    - Archosauromorpha
      - † Trilophosauridae
      - † Rhynchosauria
      - † Prolacertiformes
      - Archosauria
        - † Proterosuchidae
        - † Euparkeria
        - Avesuchia
          - Crurotarsi
            - † Phytosauridae
            - † Stagonolepididae (Aetosauria) Position unsicher
            - † Ornithosuchidae Position unsicher
            - † Rauisuchia Position unsicher
            - Crocodylomorpha
              - † Saltoposuchidae
              - † Sphenosuchidae
              - Crocodyliformes
                - † Protosuchidae
                - Mesoeucrocodylia
                  - † Thalattosuchia
                    - † Teleosauridae
                    - † Metriorhynchidae

                  - Metasuchia
                    - † Notosuchidae
                    - † Sebecidae
                    - Neosuchia
                      - † Goniopholididae
                      - † Pholidosauridae
                      - † Bernissartia
                      - Eusuchia
                        - Krokodile (Crocodylia)
                          - Echte Krokodile (Crocodylidae)
                          - Alligatoren (Alligatoridae)
                          - Gaviale (Gavialidae)

          - Avemetatarsalia
            - † Scleromochlus
              - Ornithodira
                - † Flugsaurier (Pterosauria) → Systematik der Flugsaurier
                - Dinosauromorpha
                  - † Lagerpeton
                  - Dinosauriformes
                    - † Marasuchus
                    - Dinosaurier (Dinosauria; einzige rezente Gruppe sind die Vögel  → Systematik der Dinosaurier)

## Anmerkungen zur klassischen Systematik der Reptilia

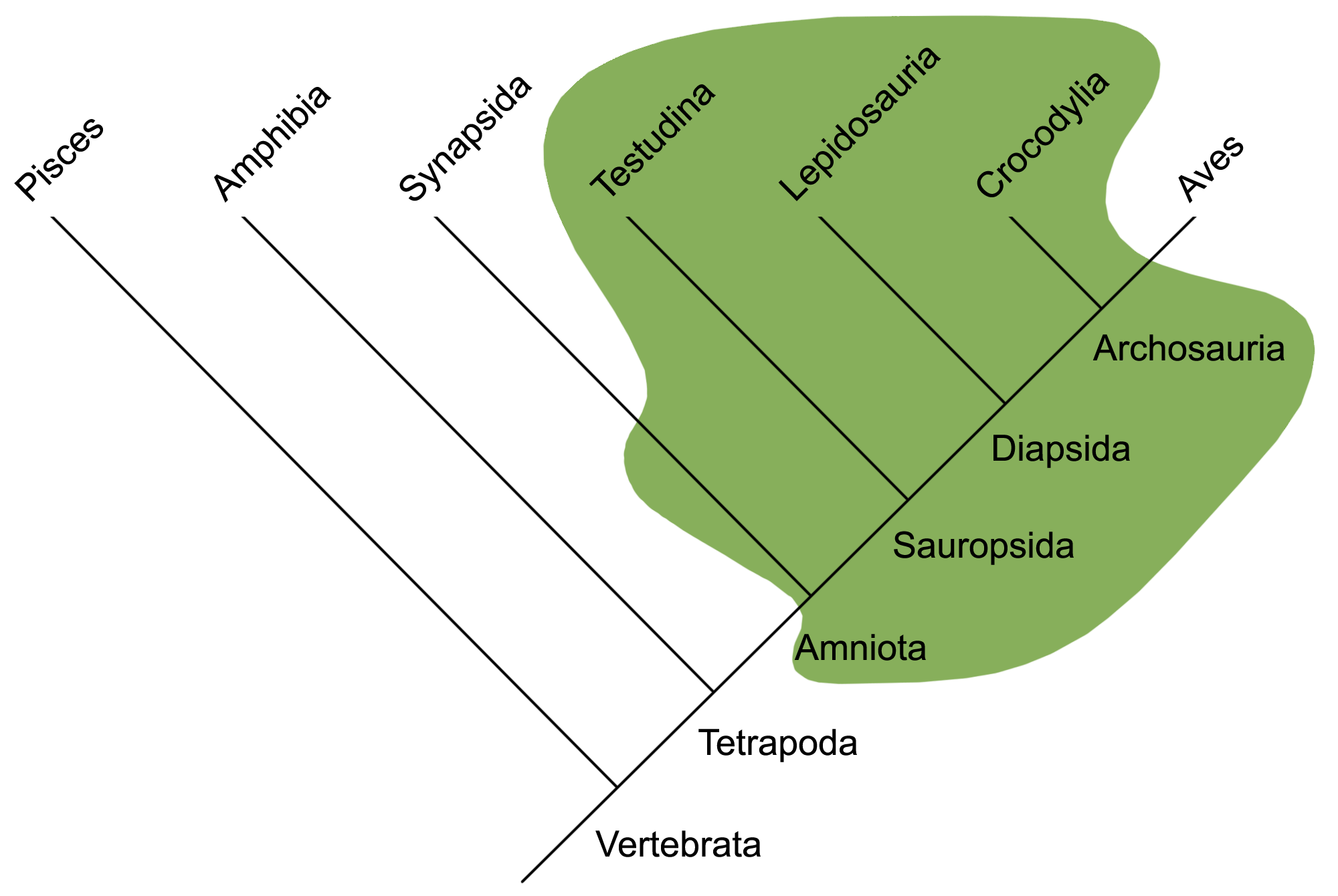
Umfang der Reptilien der klassischen Systematik, dargestellt in einem Kladogramm: Die Vögel (Aves) und „höheren“ Synapsiden (d. h. die Säugetiere) werden trotz gemeinsamer Abstammung nicht dazugezählt.